# Hopea johorensis
Hopea johorensis är en tvåhjärtbladig växtart som beskrevs av Symington. Hopea johorensis ingår i släktet Hopea och familjen Dipterocarpaceae. Inga underarter finns listade i Catalogue of Life.